# Cura (gènere)
Cura és un gènere de cucs plans de la família dels dugèsids.
Cura fou considerat un subgènere de Dugesia fins a l'any 1974, aleshores va ser elevat al rang de gènere.

## Morfologia
Els individus d'aquest gènere tenen un cap poc triangular.